# Riosucio1
Riosucio1 är en kommun i Colombia.   Den ligger i departementet Chocó, i den nordvästra delen av landet, 500 km nordväst om huvudstaden Bogotá. Antalet invånare är 14 323. Arean är 9 318 kvadratkilometer.
Terrängen i Riosucio1 är bergig norrut, men söderut är den kuperad.